# Potniae
Potniae (Oudgrieks: Πότνιαι, Pótniai) was een kleine stad in Beotië, aan de Asopus, niet ver van Thebe, aan de weg naar Plataeae. Potniae wordt door sommigen voor het Hypothebas van Homerus gehouden.